# Stazione di Raiano
Stazione di Raiano vasútállomás Olaszországban, Raiano településen.

## Vasútvonalak
Az állomást az alábbi vasútvonalak érintik:
- Terni–Sulmona-vasútvonal

## Kapcsolódó állomások
A vasútállomáshoz az alábbi állomások vannak a legközelebb:
- Stazione di Pratola Peligna Superiore
- Stazione di Molina-Castelvecchio Subequo